# Мішаний добуток
Мішаний добуток {\displaystyle (\mathbf {a} ,\mathbf {b} ,\mathbf {c} )} векторів {\displaystyle \mathbf {a} ,\mathbf {b} ,\mathbf {c} } — скалярний добуток вектора {\displaystyle \mathbf {a} } на векторний добуток векторів {\displaystyle \mathbf {b} } і {\displaystyle \mathbf {c} }:
{\displaystyle (\mathbf {a} ,\mathbf {b} ,\mathbf {c} )=\mathbf {a} \cdot \left(\mathbf {b} \times \mathbf {c} \right)}.
Інколи його називають потрійним скалярним добутком векторів, вочевидь через те, що результатом є скаляр (точніше — псевдоскаляр).

## Властивості
- Змішаний добуток кососиметричний по відношенню до всіх своїх аргументів:

{\displaystyle (\ \mathbf {a} ,\ \mathbf {b} ,\ \mathbf {c} )=(\ \mathbf {b} ,\ \mathbf {c} ,\ \mathbf {a} )=(\ \mathbf {c} ,\ \mathbf {a} ,\ \mathbf {b} )=-(\ \mathbf {b} ,\ \mathbf {a} ,\ \mathbf {c} )=-(\ \mathbf {c} ,\ \mathbf {b} ,\ \mathbf {a} )=-(\ \mathbf {a} ,\ \mathbf {c} ,\ \mathbf {b} );}
т. тобто перестановка будь-яких двох співмножників міняє знак добутку. Звідси випливає, що
{\displaystyle \ \langle \ \mathbf {a} ,[\ \mathbf {b} ,\ \mathbf {c} ]\ \rangle =\ \langle [\ \mathbf {a} ,\ \mathbf {b} ],\ \mathbf {c} \ \rangle }
- Змішаний добуток {\displaystyle (\ \mathbf {a} ,\ \mathbf {b} ,\ \mathbf {c} )} в правій декартовій системі координат (в ортонормованому базисі) дорівнює визначнику матриці, складеної з векторів {\displaystyle \ \mathbf {a} ,\ \mathbf {b} } та {\displaystyle \ \mathbf {c} }:

{\displaystyle (\mathbf {a} ,\mathbf {b} ,\mathbf {c} )={\begin{vmatrix}a_{x}&a_{y}&a_{z}\\b_{x}&b_{y}&b_{z}\\c_{x}&c_{y}&c_{z}\end{vmatrix}}.}
- Змішаний добуток{\displaystyle (\ \mathbf {a} ,\ \mathbf {b} ,\ \mathbf {c} )} в лівій декартовій системі координат (в ортонормованому базисі) дорівнює визначнику матриці, складеної з векторів {\displaystyle \ \mathbf {a} ,\ \mathbf {b} } та {\displaystyle \ \mathbf {c} }, взятому зі знаком «мінус»:

{\displaystyle (\mathbf {a} ,\mathbf {b} ,\mathbf {c} )=-{\begin{vmatrix}a_{x}&a_{y}&a_{z}\\b_{x}&b_{y}&b_{z}\\c_{x}&c_{y}&c_{z}\end{vmatrix}}.}
зокрема,
- Якщо якісь два вектори колінеарні, то з будь-яким третім вектором вони утворюють мішаний добуток, що дорівнює нулю.
- Якщо три вектори лінійно залежні (т. тобто компланарні, лежать в одній площині), то їх мішаний добуток дорівнює нулю.
- Геометричний сенс  — мішаний добуток {\displaystyle (\ \mathbf {a} ,\ \mathbf {b} ,\ \mathbf {c} )} за абсолютним значенням дорівнює об'єму паралелепіпеда (див. малюнок), утвореного векторами  {\displaystyle \ \mathbf {a} ,\ \mathbf {b} } та {\displaystyle \ \mathbf {c} }; знак залежить від того, чи є ця трійка векторів права або ліва.
- Квадрат змішаного добутку векторів дорівнює визначнику Грама, що визначається ними[2]:215.

Три вектора, що визначають паралелепіпед.

- Змішаний добуток зручно записується за допомогою символу (тензора) Леві-Чивіти:

{\displaystyle (\mathbf {a} ,\ \mathbf {b} ,\ \mathbf {c} )=\ \sum _{i,j,k}\ \varepsilon _{ijk}a^{i}b^{j}c^{k}}
(в останній формулі в ортонормированном базисі всі індекси можна писати нижніми; в цьому випадку ця формула абсолютно прямо повторює формулу з визначником, правда, при цьому автоматично виходить множник (-1) для лівих базисів).

## Тлумачення
Мішаний добуток не є принципово новим математичним поняттям, оскільки процедура його обчислення зводиться до послідовного знаходження скалярного та векторного добутків. Попри це, вивчення мішаного добутку як окремого математичного об'єкта є дуже доцільним, оскільки він часто зустрічається при розгляді різноманітних задач і має низку властивостей, що спрощують їх розв'язання.

## Потрійний векторний добуток
Потрійний векторний добуток — векторним добутком одного вектора із векторним добутком двох інших. Має місце така формула:
{\displaystyle \mathbf {a} \times (\mathbf {b} \times \mathbf {c} )\equiv \mathbf {b} (\mathbf {a} \cdot \mathbf {c} )-\mathbf {c} (\mathbf {a} \cdot \mathbf {b} )}.